# Как не стать президентом
«Как не стать президентом» (англ. The Front Runner) — американский художественный фильм Джейсона Райтмана в жанре биографической драмы, основанный на книге 2014 года «All the Truth Is Out: The Week Politics Went Tabloid», написанной Мэттом Баи. Райтман написал сценарий вместе с Баи и Джеем Карсоном. Главные роли в фильме исполняют Хью Джекман, Вера Фармига, Джонатан Кимбл Симмонс и Альфред Молина. В фильме рассказывается о восхождении американского сенатора Гэри Харта, кандидата в президенты от демократической партии в 1988 году, и его последующей опале, когда СМИ сообщили о его вскрывшейся внебрачной связи.
Премьера фильма прошла 31 августа 2018 года на теллуридском кинофестивале. Выход фильма в кинопрокат в Соединённых Штатах намечен компанией Columbia Pictures на 6 ноября 2018 года. Фильм получил, в основном, положительные обзоры критиков, с похвалой отметивших игру Джекмана.

## Сюжет
Согласно опубликованному синопсису, фильм рассказывает реальную историю сенатора Гэри Харта, который баллотировался в президенты, но был вынужден выйти из игры в результате супружеской измены.

## В ролях
| Актёр            | Роль                                          |
| ---------------- | --------------------------------------------- |
| Хью Джекман      | Гэри Харт                                     |
| Вера Фармига     | Ли Харт                                       |
| Джей Кей Симмонс | Билл Диксон                                   |
| Марк О’Брайэн    | Билли Шор                                     |
| Молли Эфраим     | Ирене Келли                                   |
| Крис Кой         | Кевин Свинни                                  |
| Алекс Карповски  | Майк Стрэттон                                 |
| Джош Бренер      | Доуг Уилсон                                   |
| Томми Дьюи       | Джон Эмерсон                                  |
| Кейтлин Девер    | Андреа Харт                                   |
| Стив Зисис       | Том Фидлер                                    |
| Тоби Хасс        | Билли Бродхёрст                               |
| Мамуду Ати       | Эй. Дж. Паркер, сотрудник The Washington Post |

## Съёмки
Съёмки начались 18 сентября 2017 года. Съёмки также проходили в Атланте и в Саванне.